# 受胎告知 (ヴェロネーゼ、アカデミア美術館)

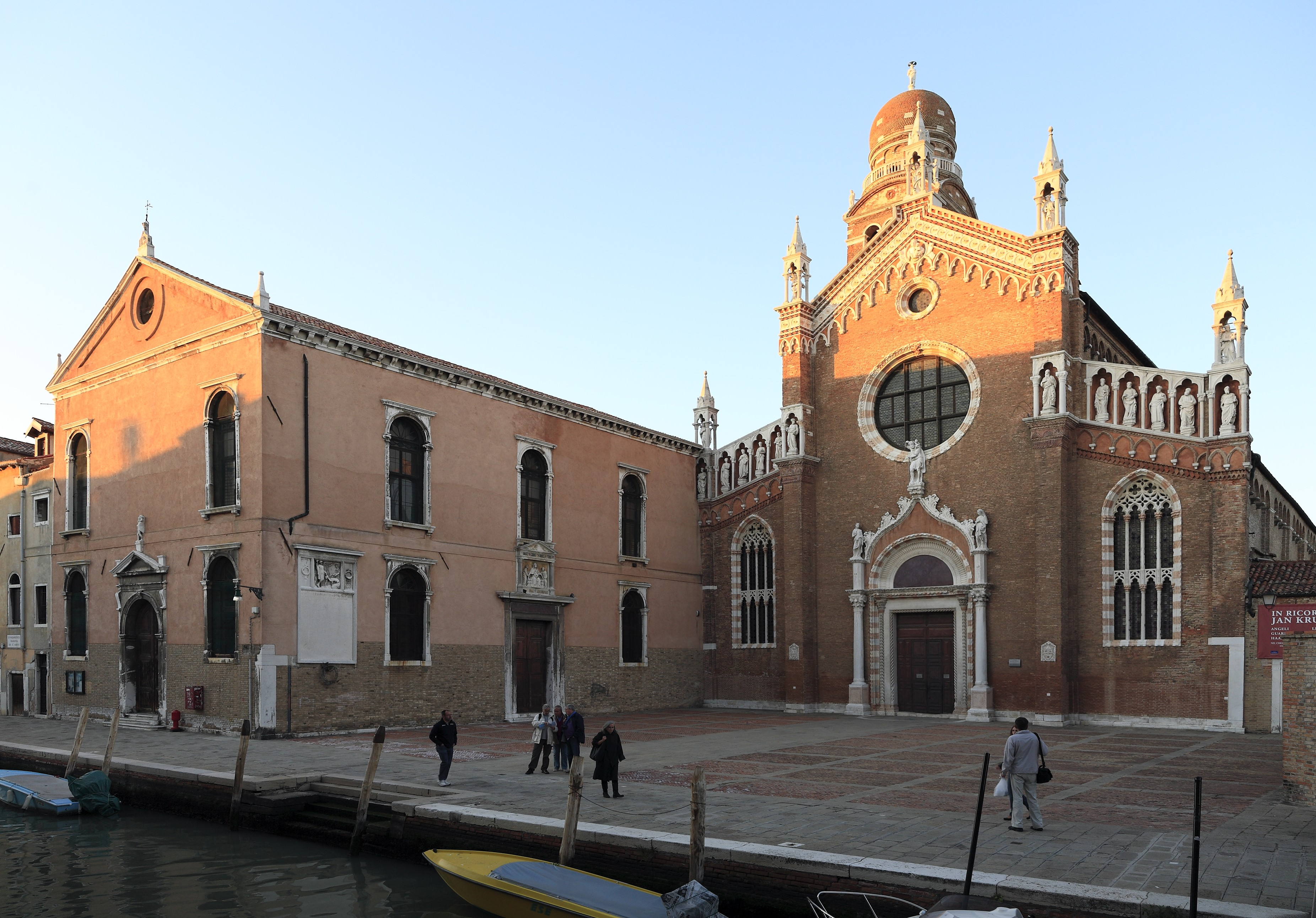
メルカンティ同信会館（左）とマドンナ・デッロルト教会（右）。

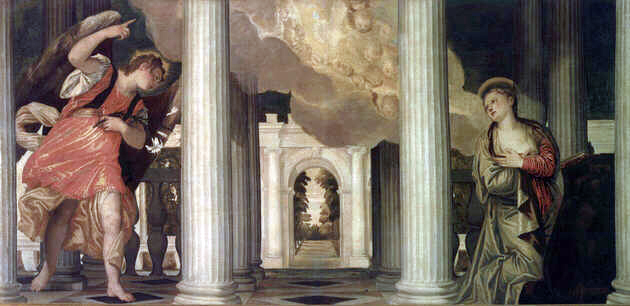
ヴェロネーゼが1551年から1556年頃に制作した初期の『受胎告知』。ウフィツィ美術館所蔵。

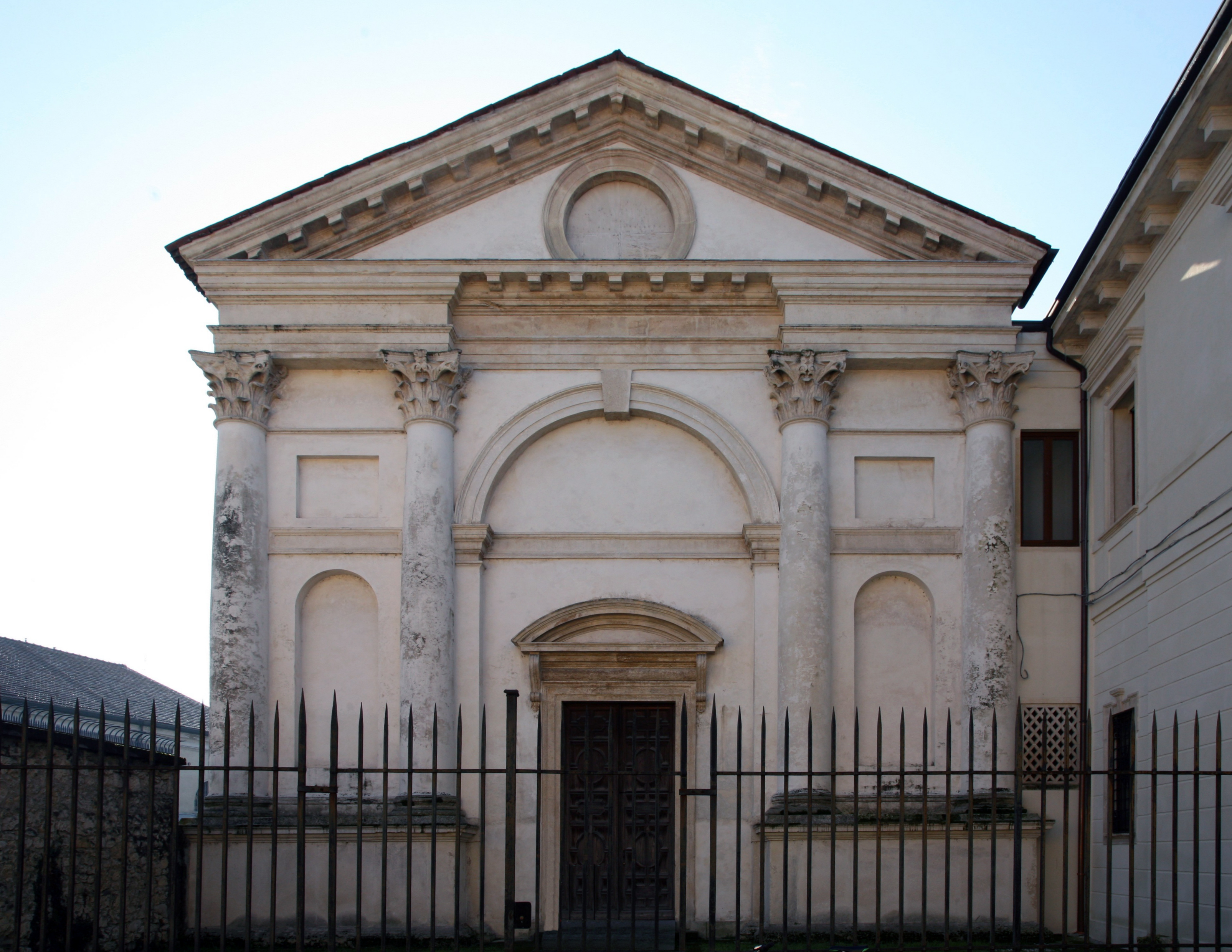
サンタ・マリア・ヌオーヴァ教会のファサード。

『受胎告知』（じゅたいこくち、伊: Annunciazione、英: Annunciation）は、イタリアのルネサンス期のヴェネツィア派の画家パオロ・ヴェロネーゼが1578年に制作した絵画である。油彩。主題は『新約聖書』「ルカによる福音書」1章で言及されている、大天使ガブリエルによる受胎告知である。横幅5メートルにもおよぶ大キャンバス画で、裕福な商人の同業者組合である、メルカンティ同信会のために制作された。現在はヴェネツィアのアカデミア美術館に所蔵されている。

## 制作背景
メルカンティ同信会館はヴェネツィアの都市の北部カンナレージョのマドンナ・デッロルト教会に隣接した場所にある。同信会の歴史は古く、1377年に設立された。1570年から1571年にかけて古い建物は取り壊され、建築家アンドレーア・パッラーディオによって再建された。本作品はそれから数年後の1578年に完成した。絵画を発注したのはカドラバッツァ家（Cadrabazza family）とコットニ家（Cottoni family）である。聖母マリアは同信会の守護聖人の1人であり、制作された絵画はティントレットとその息子ドメニコ、ヴェロネーゼの兄弟ベネデットの絵画とともに聖母の生涯を描いた連作を形成した。

## 作品
ヴェロネーゼは処女懐胎を告げられる聖母マリアを描いている。聖母はつい先程まで柱廊の書見台で祈祷書を読んでいたが、驚いて振り返り、右手を胸に当てながら画面左上に現れた大天使を見上げている。大天使は前かがみの姿勢で空中を舞い、左手に白い百合の花を持ち、右腕を上げて天を指さしている。また画面中央右の柱廊の上部には、白い鳩によって表された聖霊が雲とともに現れている。
ヴェロネーゼはシンメトリーな建築学的空間に大天使と聖母を配置している。横長の画面は石柱によって三分割され、画面の両端に大天使と聖母を配置している。この画面の対称性と三分割する要素は、本作品が1551年から1556年頃に制作したウフィツィ美術館の初期のバージョンから発展した作例であることを示唆している。大天使と聖母が配置された前景の柱廊の奥には、聖母マリアを象徴する《囲まれた庭》と呼ばれる壁に囲まれた庭園がある。また画面中央には柱廊から庭園へと通じる通路があり、その開かれた入口の奥には神殿らしき建築物が見える。さらに壁には左右に開口部があり、緑豊かな庭園の内側をうかがうことができる。これらの建築物はいくつかの異なる色彩の大理石で構成されている。前景の柱廊は灰色や黒色あるいは赤みがかった大理石を使用した古典的な石柱を備えている。また欄干の手すりには灰色の大理石を、支柱には黒色の大理石を使用し、庭園の入口には白亜の大理石を使用している。画面右の欄干の手すりの上には透明なガラス製の花瓶が置かれ、棘のある木の枝が活けられている。
同信会の紋章である「十字架を祝福する手」は庭園の入口のアーチに、絵画を発注したカドラバッツァ家とコットニ家の紋章は、庭園に通じる通路の両脇に配置された石柱の基部に描かれている。
建築学的な要素はおそらく建築家セバスティアーノ・セルリオの論文に基づいて描かれている。さらに画面中央の背景の建築物は、本作品と同じく1578年にアンドレーア・パッラーディオによって建設された、ヴィチェンツァのサンタ・マリア・ヌオーヴァ教会に触発された可能性が指摘されている。

## 来歴
1581年10月、同信会のアルベルゴの間（Sala dell'Albergo）の入口の扉の上に設置されていたことが記録されている。1806年にナポレオンによってイタリアの多くの教会、修道院、同信会が廃絶された際に、メルカンティ同信会館も閉鎖され、所有していた多くの絵画は散り散りになった。その後、本作品は1812年にアカデミア美術館に収蔵された。
絵画は2007年にセーブ・ヴェネツィアによって修復を受けた。資金を提供したのは世界的な宝飾ブランドとして有名なティファニー、およびジーノ・セグソ（Gino Seguso）とその一族である。このとき赤外線リフレクトグラフィーによる科学的調査が行われ、1578年の日付と、木炭で描かれた建築物の洗練された準備素描が発見されている。絵画は後代の大幅な塗り直しと変色したワニスによって、手すりの上に置かれたガラス製の花瓶など、その明るい品質と優れた細部が覆い隠されていた。修復家サンドラ・ペッソ（Sandra Pesso）によって、これらのオリジナルでない要素は除去され、失われていた絵具が補われた。この修復によりヴェロネーゼの軽快なタッチと熟練した絵画技術が再びよみがえっている。

## ギャラリー
本作品のほかにも以下のようなヴェロネーゼの『受胎告知』が知られている。

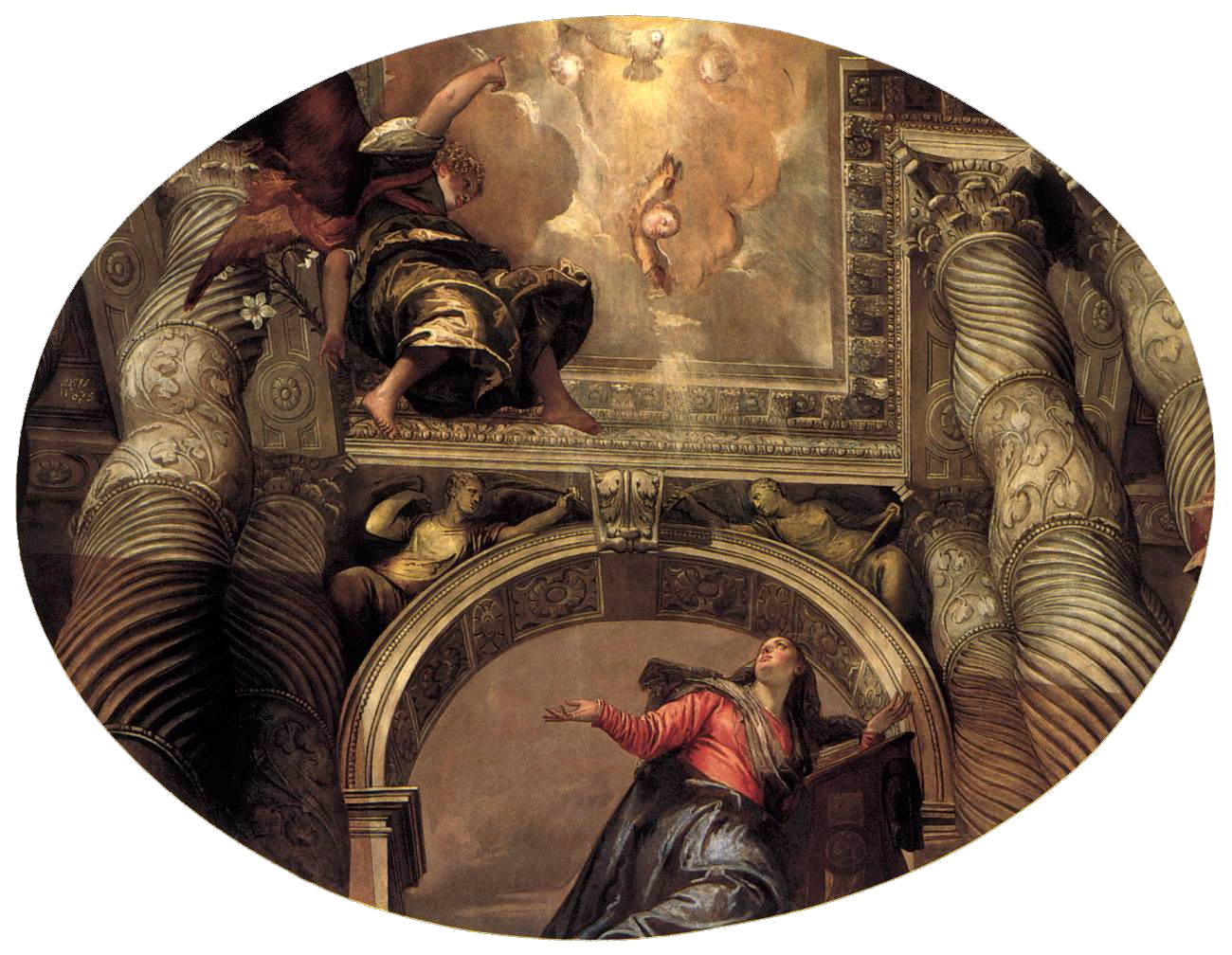
『受胎告知』1558年頃 サンティ・ジョヴァンニ・エ・パオロ聖堂所蔵
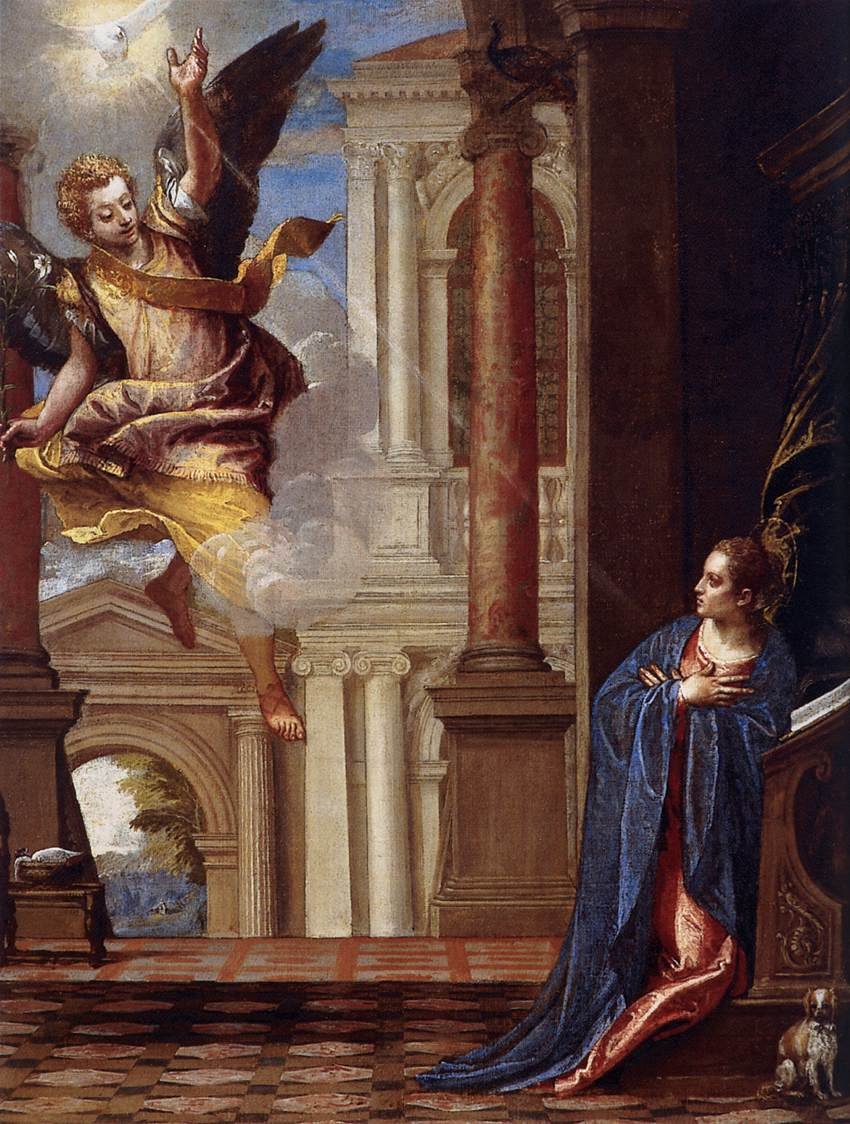
『受胎告知』1580年頃 ティッセン＝ボルネミッサ美術館所蔵、カタルーニャ国立美術館寄託
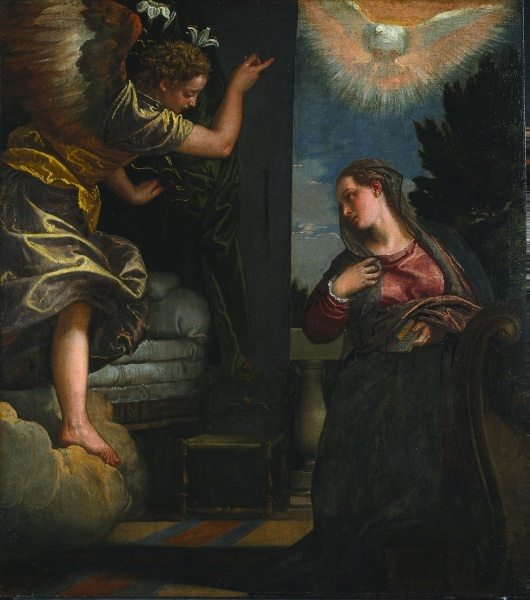
『受胎告知』1580年頃 クリーブランド美術館所蔵
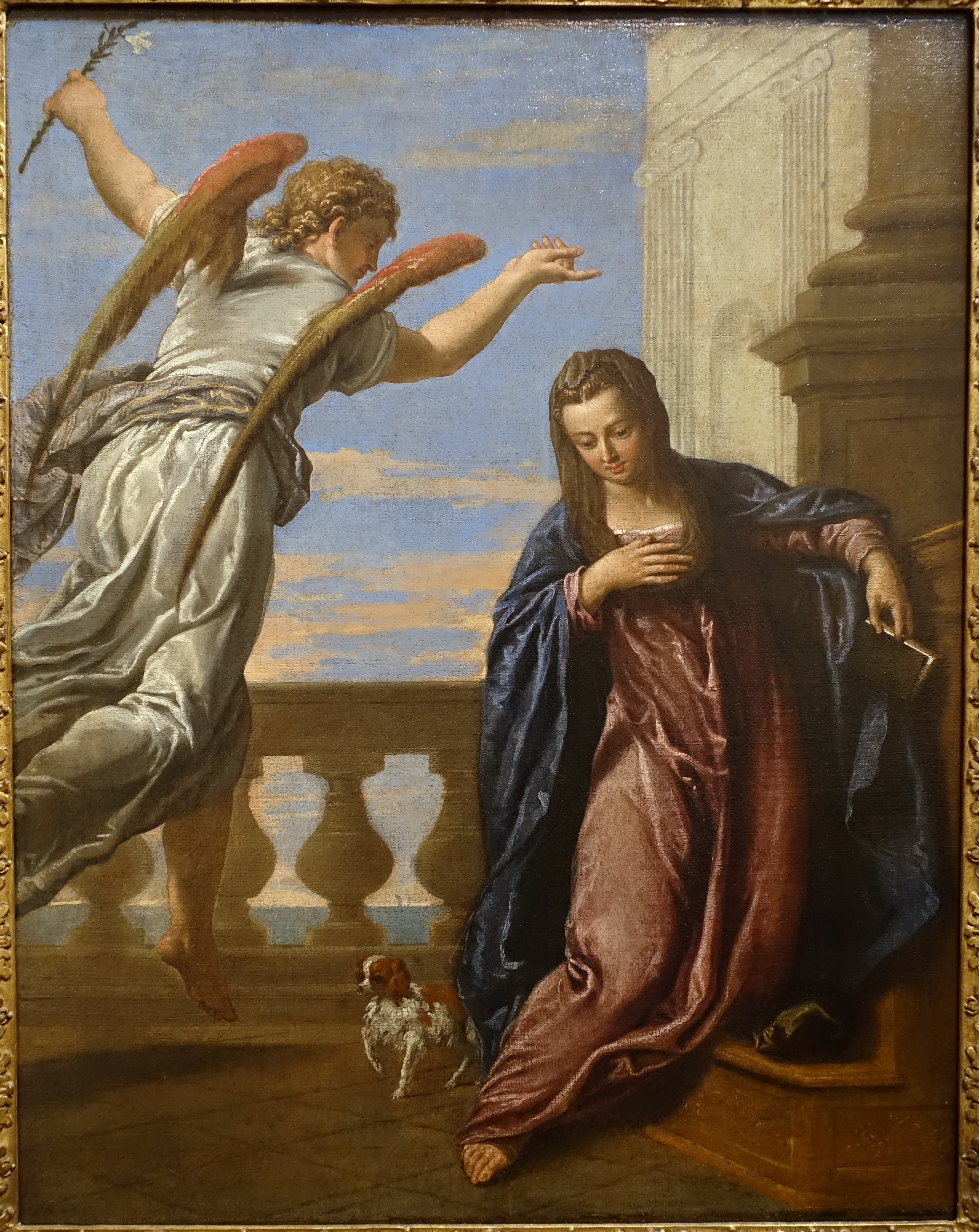
工房作『受胎告知』1580年頃 ブラントン美術館所蔵
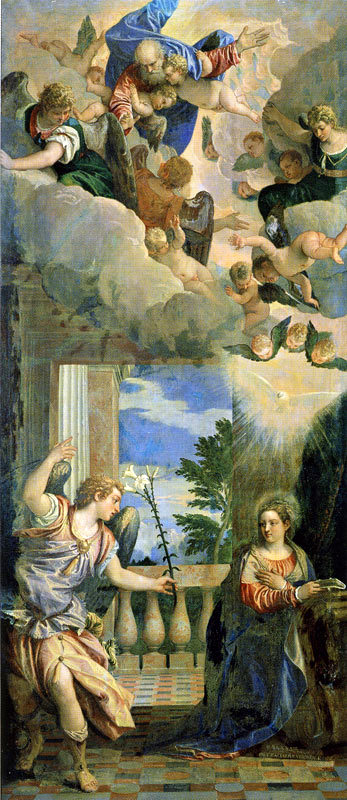
『受胎告知』1583年 エル・エスコリアル修道院所蔵
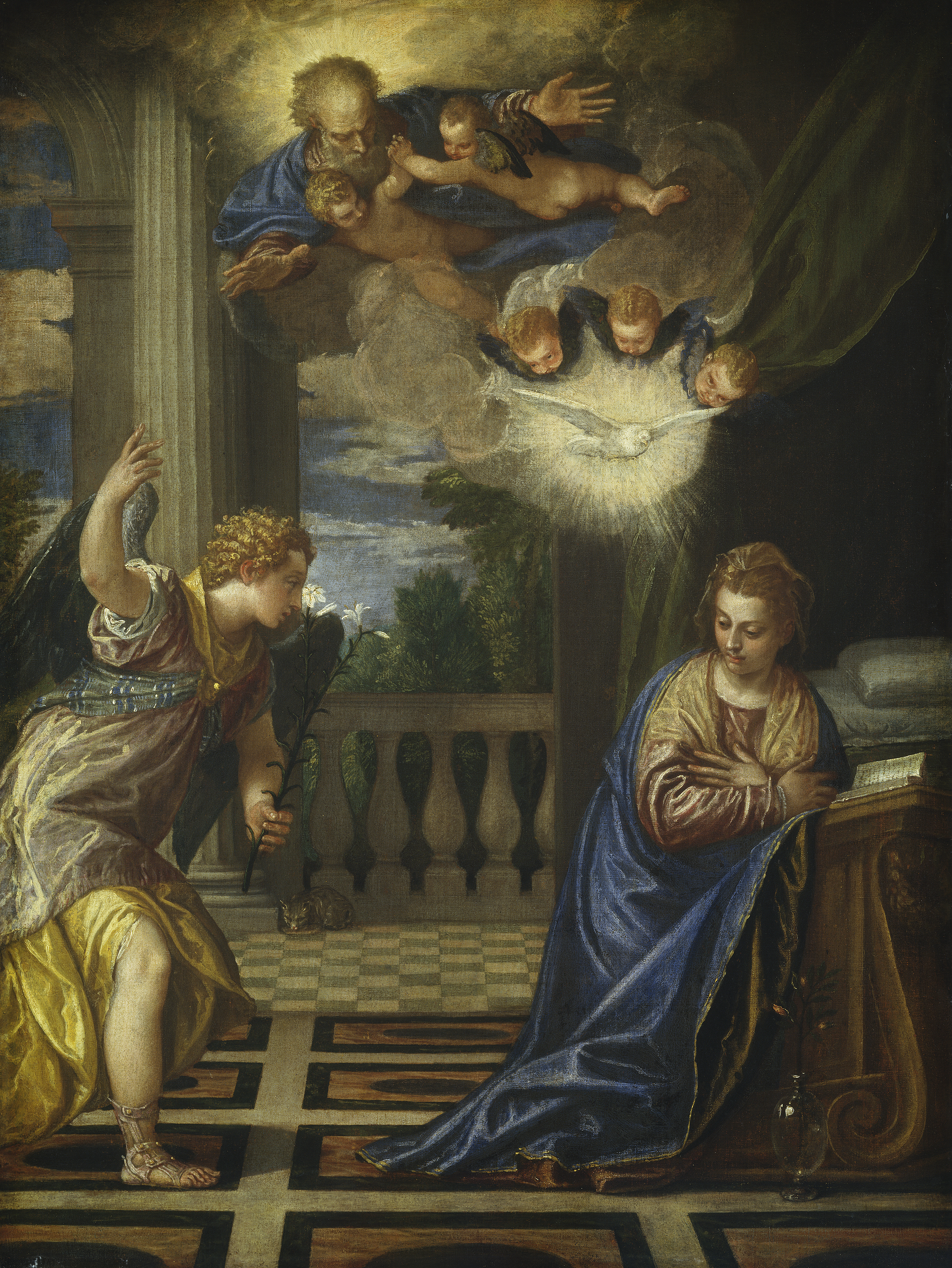
『受胎告知』1583年-1584年 ワシントン・ナショナル・ギャラリー所蔵